# Aloe superfoliata x mawii
Aloe superfoliata x mawii é uma espécie de liliopsida do gênero Aloe, pertencente à família Asphodelaceae.